# 康斯坦察縣
康斯坦察縣（羅馬尼亞語：Județul Constanța）是羅馬尼亞東南部的一個縣。東臨黑海，南界保加利亞。面積7,071平方公里，2002年人口715,151。首府康斯坦察。
下設3市、9镇、58鄉。